# Ягоднинський район
Я́годнинський райо́н (рос. Ягоднинский район) — муніципальне утворення в Магаданській області Росії. Адміністративний центр — селище міського типу Ягодне.

## Географія
Район розташований у центрі Магаданської області. На півдні район межує з Хасинським районом, на півночі — з Сусуманським, на заході — з Тенькинським, на сході — зі Среднеканським міським округом. Площа району становить 29,5 тис. км², що складає 6,4 % від площі Магаднської області. Відстань від селища Ягодне до обласного центру — близько 523 км автодорогою Колима. Найбільші річки: Колима, Дебін, Оротукан, Таскан, Бохапча.

### Клімат
Клімат субарктичний, характеризується тривалим зимовим і коротким літнім періодами, морозною безвітряною зимою, великою відносною вологістю, а також значним коливаннями добових і річних температур. Середньорічна температура повітря становить −11 °C. Найнижчі її показники спостерігається в січні, абсолютний мінімум у цей період року — −63 °C. Середня температура січня — −34,3 °C. Найтеплішим вважається липень із середньомісячною температурою +13,8 °C, максимальна не перевищує +29,1 °C.

### Рельєф
У рельєфі Ягоднинського району основне місце займає гірська система Хребет Черського, яка не являє собою єдиного ланцюга, а розпадається на ряд паралельних хребтів. Гори мають висоти в межах 1200–1500 метрів з вершинами у вигляді гребенів. Загалом рельєф хребта має згладжену форму і лише в місцях перетину його річками зустрічаються круті скелясті схили. На південний схід від Омулевської западини розташовується Тасканська низовина з висотами 290–490 м у вигляді великого жолоба. Колимська низовина на території району являє собою лівобережну долину річки Колима та її приток з висотами — 40-120 м. Повсюдно поширена багаторічна мерзлота.

## Історія
Утворений 2 грудня 1953 року як складова частина Магаданської області.

## Населення
Населення району за переписами: 9 839 осіб (перепис 2010 року), 15 833 особи (перепис 2002 року), 50 174 особи (перепис 1989 року).
За даними на 1 січня 2014 року в Ягоднинському районі проживало 8775 осіб, серед яких 63 особи належали до корінних малочисельних народів.

## Адміністративний устрій

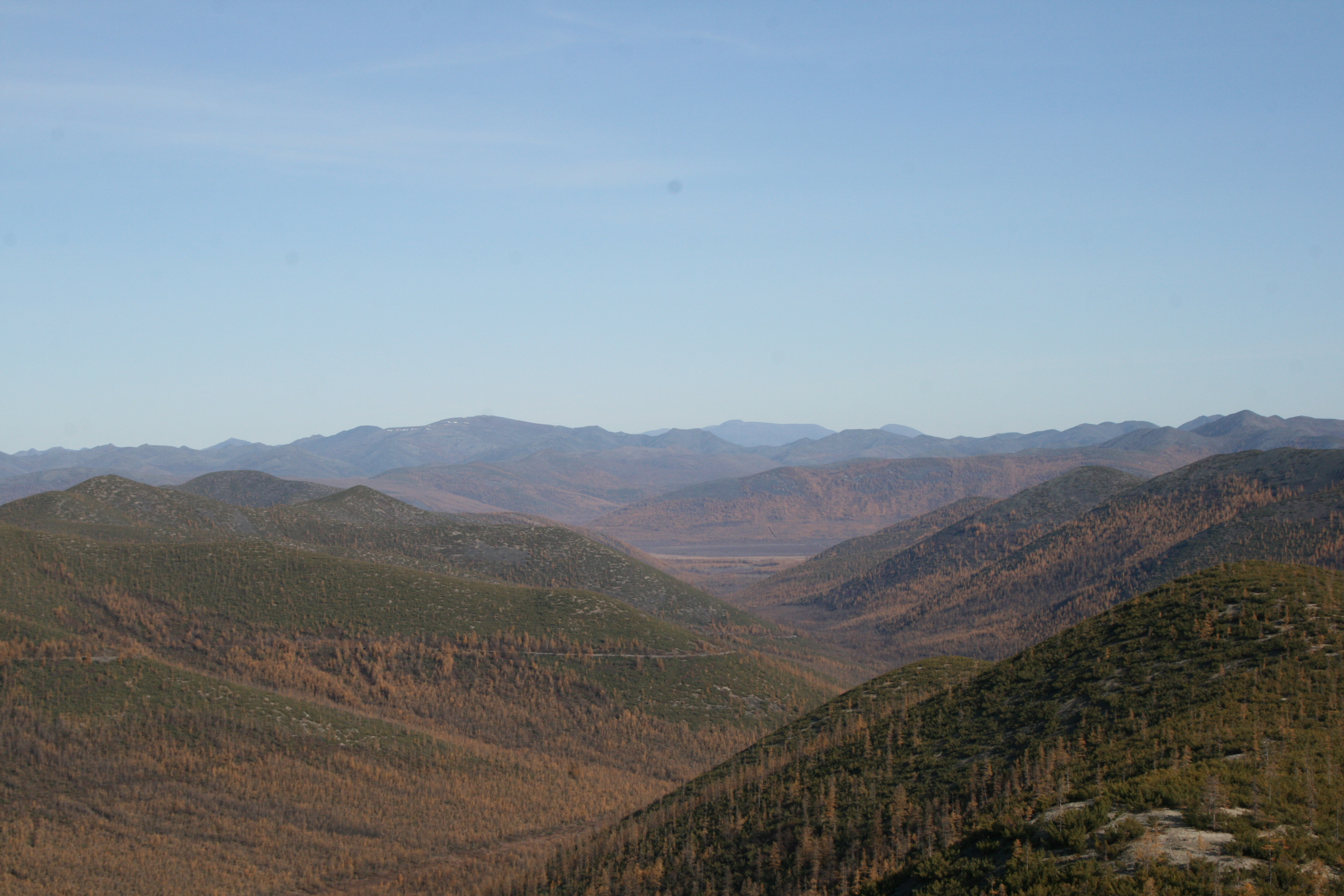
Підйом на Бурхалінський перевал з боку Ягодного.

До складу району входять 6 міських і 2 сільських поселення, які об'єднують 12 населених пунктів:
| № | Муніципальне утворення            | Центр                     | Населення МУ, осіб | Населені пункти          |
| - | --------------------------------- | ------------------------- | ------------------ | ------------------------ |
| 1 | Міське поселення Селище Ягодне    | смт Ягодне (4 718 ос.)    | 4 995              | с-ще Сінокосне (277 ос.) |
| 2 | Міське поселення Селище Бурхала   | смт Бурхала (456 ос.)     | 506                | с-ще Польове             |
| 3 | Міське поселення Селище Дебін     | смт Дебін (702 ос.)       | 702                | -                        |
| 4 | Міське поселення Селище Оротукан  | смт Оротукан (2 247 ос.)  | 2 248              | с-ще Ларюкова            |
| 5 | Міське поселення Селище Синегор'є | смт Синегор'є (3 139 ос.) | 3 139              | -                        |
| 6 | Сільське поселення Селище Спорне  | с-ще Спорне (241 ос.)     | 241                | с-ще Стан Утіний         |
| 7 | Тасканське сільське поселення     | с. Таскан (60 ос.)        | 78                 |                          |
| 8 | Ельгенське сільське поселення     | с-ще Ельген (54 ос.)      | 99                 | с-ще Штурмове (45 ос.)   |

Закинуті населені пункти: с-ще Верхній Ат-Урях, с-ще Горне, с-ще Імені Горького, с-ще Калінін, с-ще Милга, с-ще Одиноке, с-ще Пролетарське, с-ще П'ятилітка, с-ще Річна, с-ще Рибне, с-ще Туманне, с-ще Усть-Таскан.

## Економіка
Економіка району заснована на використанні земель, багатств тайги, гідроенергоресурсів (Колимська ГЕС), і в першу чергу мінеральної сировини. Починаючи з 1991 року ведеться будівництво Усть-Среднеканської ГЕС ці перших гідроагрегатів здійснений у 2013 році.
У 2014 році на території району видобуто 6480,8 кг золота, що на 11,5 кг більше за показник минулого 2013 року. Над видобутком працювало 52 підприємства надрокористувачів, без урахування підрядних організацій.

## ЗМІ
У Ягоднинському районі щотижнево за кошти місцевого муніципального утворення видається газета «Северная правда». Тираж видання складає близько 1000 екземплярів. Юридична адреса газети: селище Ягодне, вул. Транспортна, буд. 10.